# Landschaftsschutzgebiet Deipenbrink

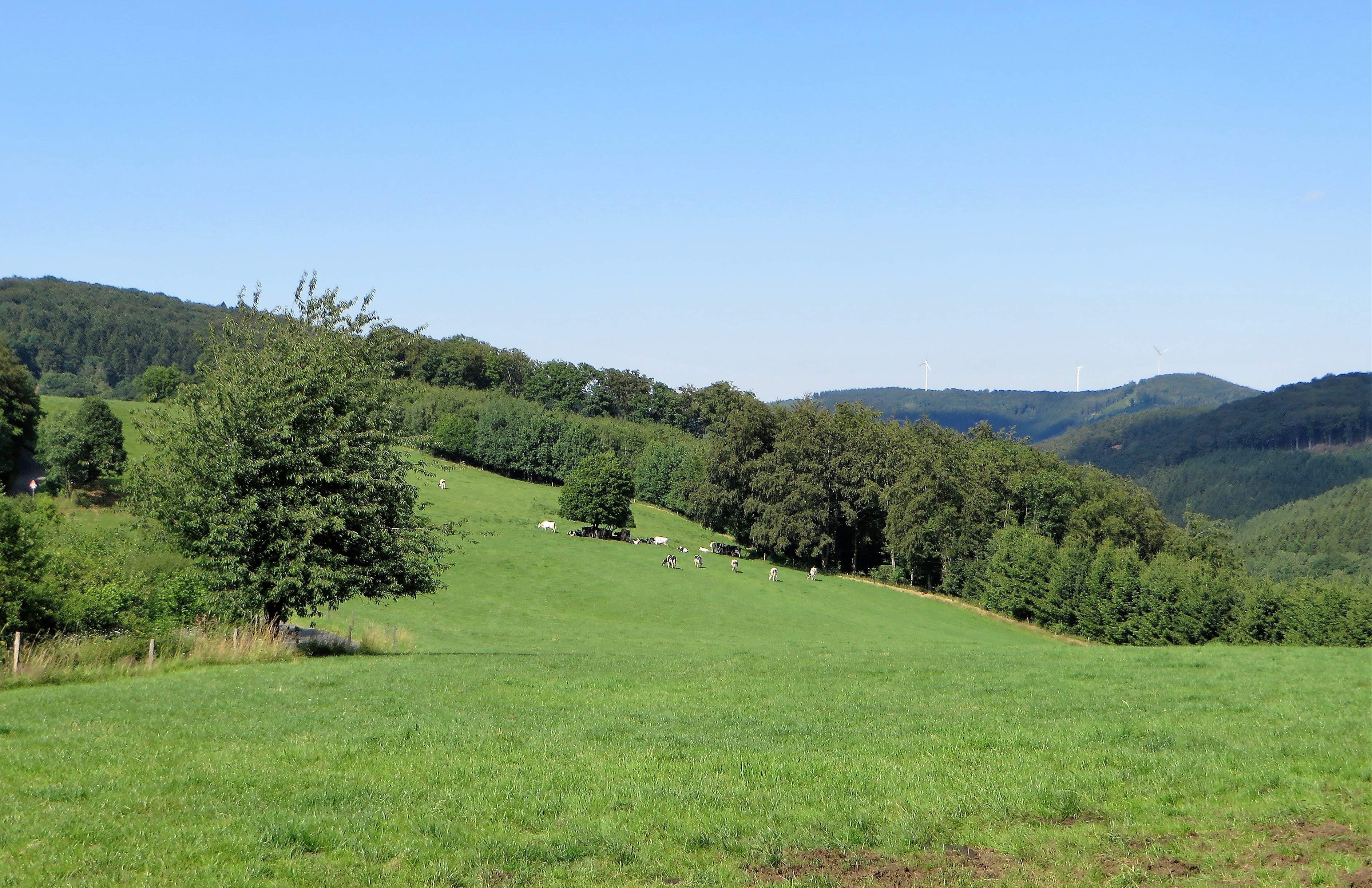
Landschaftsschutzgebiet Deipenbrink

Das Landschaftsschutzgebiet Deipenbrink mit einer Flächengröße von 601,77 ha befindet sich auf dem Gebiet der kreisfreien Stadt Hagen in Nordrhein-Westfalen. Das Landschaftsschutzgebiet (LSG) wurde 1994 mit dem Landschaftsplan der Stadt Hagen vom Stadtrat von Hagen ausgewiesen.

## Beschreibung
Das LSG grenzt im Westen und Südwesten direkt an die A 45. Im Westen liegt das Landschaftsschutzgebiet Asmecker Bachtal und im Südwesten liegt das Landschaftsschutzgebiet Brantenberg, Stapelberg jenseits der A 45. Im Südosten und Osten liegt das Landschaftsschutzgebiet Märkischer Kreis. Im Norden geht das Schutzgebiet bis zum Landschaftsschutzgebiet Stoppelberg. Im Nordosten stößt das LSG ans Landschaftsschutzgebiet Roter Stein, Zimmerberg.
Im LSG liegen hauptsächlich Waldbereiche die von zahlreichen Bachläufen durchzogen sind. Das LSG hat eine artenreiche Fauna und Flora.

## Schutzzweck
Laut Landschaftsplan erfolgte die Ausweisung „zur Erhaltung und Wiederherstellung der Leistungsfähigkeit des Naturhaushaltes, insbesondere durch Sicherung naturnah entwickelter Lebensräume, wegen der Vielfalt, Eigenart und Schönheit des Landschaftsbildes, insbesondere im Bereich des Nimmer- und Wesselbachtales und wegen seiner besonderen Bedeutung für die Erholung im ländlichen Raum“.